# Sínode diocesà
Un sínode diocesà (en llatí, Synodus dioecesana), en el cristianisme o catolicisme, és una reunió d'un bisbe amb els sacerdots, i de vegades també amb religiosos i laics, de la seva demarcació, convocada pel bisbe titular o un altre prelat si aquesta església no és una diòcesi o es troba vacant, per a estudiar qüestions religioses i promoure la pràctica religiosa en el territori. El sínode diocesà s'ha de distingir del sínode o concili provincial, en el qual l'àmbit corresponent és el de la província eclesiàstica, en conseqüència, el sínode diocesà es troba a l'escala inferior del dret eclesiàstic, on l'únic legislador és el bisbe, tenint els convocats només vot consultiu.
Per a alguns autors el primer sínode d'aquest tipus s'hauria efectuat l'any 511, encara que altres assenyalen que el primer va ser el d'Auxerre [oˈsɛʁ] l'any 585; no obstant això, ja entre els anys 318 i 321 se n'hauria realitzat un a Alexandria, convocat per la seva patriarca titular.
Durant el Concili del Laterà IV convocat pel Papa Innocenci III el 1215 es publica la primera norma general per a aquest tipus de sínodes; no obstant això, anteriorment al XVI Concili de Toledo ja s'havia realitzat una aproximació amb la promulgació del Cànon 7è relatiu a concilis diocesans convocats en la forma de sínodes diocesans.
Pel cas de l'església llatina, segons el Cànon 460 del Codi de Dret Canònic vigent, el sínode diocesà es podria definir com:
| «                                   | «(...) est coetus delectorum sacerdotum aliorumque christifidelium Ecclesiae particularis, qui in bonum totius communicatis dioecesanae Episcopo dioecesano adiutricem operam praestant, ad normam canonum qui sequuntur» | «(...) és una assemblea de sacerdots i altres fidels escollits d'una Església particular, que presten la seva ajuda al Bisbe de la diòcesi per a bé de tota la comunitat diocesana, segons els cànons que segueixen» | » |
| — Codi de Dret Canònic, canon 460è. | | |   |